# Sunrise Adams
Sunrise Adams (San Luis, Misuri; 14 de septiembre de 1982) es una actriz pornográfica estadounidense. Es sobrina de la también actriz Sunset Thomas.

## Biografía

### Carrera como actriz porno
Una vez cumplidos los 18 años, su tía Sunset Thomas la convence para que abandone su trabajo en Sonic Drive-In y pruebe suerte en la industria del cine X. Para ello, Sunrise Adams se muda a Los Ángeles. En 2001 inicia con More Dirty Debutantes 186 una carrera frenética donde llegaría a rodar más de cien títulos en 2 años.
La popularidad de la actriz no pasa desapercibida para Vivid que trata de lograr, sin éxito, su fichaje. Finalmente, en 2002, accede a formar parte del selecto grupo de las Vivid girls. Sunrise Adams firma así un contrato de dos años en el que se compromete a rodar ocho películas (lo que supone una reducción notable de su habitual ritmo de rodaje). Su fichaje por Vivid supone también un cambio físico, ya que la actriz se aumenta el pecho poco antes de estrenar Portrait of Sunrise (2002).  Debbie Does Dallas: The Revenge (2003), Sentenced (2003) o Last Girl Standing (2004) son algunos de los títulos que rodaría en esa época.
Concluido este contrato la productora le ofrece renovar por diez años  (algo poco frecuente en el mundo del porno). Sin embargo, poco después de la firma, la actriz opta por romper el acuerdo y anuncia su retirada.
A finales de 2006 decide retomar su carrera recuperando la relación contractual que la unía con Vivid. Sunrise Adams: Sex Addict (2007) materializa su regresa al porno.

## Premios
- 2004 AVN Award a la mejor escena de sexo oral por Heart of Darkness (con Randy Spears)[7]

## Libros
Adams ha escrito dos libros:
- XXX: 30 Porn-Star Portraits, Bulfinch (1 de octubre de 2004)
- How to Have a XXX Sex Life: The Ultimate Vivid Guide, Regan Books (20 de julio de 2004)

Adams es coautora de:
- The Lust Ranch; Vivid Comix..